# Leptolalax melicus
Leptolalax melicus es una especie de anfibio anuro de la familia Megophryidae.

## Distribución geográfica
Esta especie es endémica del parque nacional Virachey, en Camboya.
Si bien solo ha sido hallada en dicha localidad, se estima que su distribución podría extenderse a Laos y Vietnam.

## Descripción
Se trata de una rana de pequeño tamaño. en la descripción original, los machos median entre 19,5 y 22,8 mm. Entre otras características, se distingue de otras especies por el color blanco o rosado pálido de su vientre, con pequeñas machas blancas y marrones.
Emiten un canto particular caracterizado por una única nota introductoria larga (8 a 50 pulsos) seguida por entre 3 y 11 notas de un solo pulso, con una frecuencia de entre 3560 y 3610 Hz.

## Etimología
El nombre específico melicus proviene del latín melicus, que significa lírico, musical, con referencia a la compleja estructura del canto de esta especie.

## Publicación original
- Rowley, Stuart, Neang & Emmett, 2010 : A new species of Leptolalax (Anura: Megophryidae) from northeastern Cambodia. Zootaxa, n.º 2567, p. 57-68.[4]